# روبرت دبليو كوكس
روبرت دبليو كوكس (بالإنجليزية: Robert W. Cox)‏ (و. 1926 – 2018 م) هو عالم اجتماع، وعالم سياسة كندي، ولد في مونتريال، توفي عن عمر يناهز 92 عاماً. كان أحد القادة المثقفين، استمر في عمله كباحث وكاتب حتى بعد تقاعده الرسمي، وقام بإلقاء بعض المحاضرات في بعض الأحيان. كان أستاذا فخريا للعلوم السياسية والفكر الاجتماعي والسياسي في جامعة يورك.

## التعليم
تعلم في جامعة مكغيل.

## جوائز
حصل على جوائز منها:
- نيشان كندا من رتبة عضو.